# Campionati europei di atletica leggera 1934 - Salto in alto
La gara del salto in alto maschile si tenne il 7 settembre 1934 allo Stadio municipale Benito Mussolini di Torino

## Risultati

### Finale
| Posizione | Atleta                 | Nazionalità | Misura | Note                  |
| --------- | ---------------------- | ----------- | ------ | --------------------- |
| Oro       | Kalevi Kotkas          | Finlandia   | 2,00   | Record dei campionati |
| Argento   | Birger Halvorsen       | Norvegia    | 1,97   | Record nazionale      |
| Bronzo    | Veikko Peräsalo        | Finlandia   | 1,97   |                       |
| 4         | Gustav Weinkötz        | Germania    | 1,94   |                       |
| 5         | Wilhelm Ladewig        | Germania    | 1,85   |                       |
| 6         | Renato Dotti           | Italia      | 1,85   |                       |
| 7         | Vladas Komaras         | Lituania    | 1,80   |                       |
| 8         | Ingvard Andersen       | Danimarca   | 1,70   |                       |
| 9         | Edgardo Degli Espositi | Italia      | 1,70   |                       |